# ساعة إجابة (فلم)
ساعة إجابة هو فيلمٌ مصريٌ أُنتج عام 2023. الفيلم من بطولة الطفل سليم مصطفى رفقة عدد كبير من النجوم، وهو من ضمن أفلام عيد الفطر 1444 هـ.
أخرج الفيلم مصطفى أبو سيف، في حين ألف أحمد شيكو فكرة الفيلم، واشترك في كتابة الفيلم عدد من المؤلفين.

## قصة الفيلم
طفل عاشق للسينما، يبلغ من العمر ثمان سنوات. لا يستطيع الذهاب للسينما رغم أن والداه وعداه بذلك. يتمنى الطفل أن يحصل على أبوين مختلفين، وتُستجاب دعوته، إذ يجد نفسه مع عائلة مختلفة!

## استقبال الفيلم
كان الفيلم هو الأقل في الإيرادات من بين أفلام عيد الفطر، إذ لم يحقق سوى 1,128,000 جنيه بعد أسبوعين من عرضه.